# Saint-Martin-de-la-Place
Saint-Martin-de-la-Place é uma comuna francesa na região administrativa da Pays de la Loire, no departamento de Maine-et-Loire. Estende-se por uma área de 14,84 km². Em 2010 a comuna tinha 1 156 habitantes (densidade: 77,9 hab./km²).